# Club Atlético Nueva Chicago 2012-2013

## Rosa
| N. |                      | Ruolo | Calciatore          |
| -- | -------------------- | ----- | ------------------- |
|    | Argentina (bandiera) | P     | Agustín Gómez       |
|    | Argentina (bandiera) | D     | Ariel Coronel       |
|    | Paraguay (bandiera)  | D     | Samuel Cáceres      |
|    | Argentina (bandiera) | C     | Adrián Scifo        |
|    | Argentina (bandiera) | D     | Lucas Banegas       |
|    | Argentina (bandiera) | D     | Darío Arias         |
|    | Argentina (bandiera) | C     | Maximiliano Flotta  |
|    | Argentina (bandiera) | C     | Roberto Bochi       |
|    | Argentina (bandiera) | A     | Leonardo Carboni    |
|    | Argentina (bandiera) | A     | Christian Gomez     |
|    | Argentina (bandiera) | P     | Daniel Monllor      |
|    | Argentina (bandiera) | D     | Marcelo Barreña     |
|    | Argentina (bandiera) | D     | Matías Escudero     |
|    | Argentina (bandiera) | A     | Ezequiel Petrovelli |

| N. |                      | Ruolo | Calciatore          |
| -- | -------------------- | ----- | ------------------- |
|    | Argentina (bandiera) | C     | Leandro Cogrossi    |
|    | Argentina (bandiera) | C     | David Rodríguez     |
|    | Argentina (bandiera) | A     | Cristián Alfaro     |
|    | Argentina (bandiera) | P     | Aldo Pineda         |
|    | Argentina (bandiera) | D     | Mauro Brizuela      |
|    | Argentina (bandiera) | D     | Juan Barreña        |
|    | Argentina (bandiera) | D     | Leandro Testa       |
|    | Argentina (bandiera) | C     | Jonathan Enríquez   |
|    | Argentina (bandiera) | C     | Julio César Serrano |
|    | Argentina (bandiera) | C     | Damián Lemos        |
|    | Argentina (bandiera) | A     | Ezequiel Iribarren  |
|    | Argentina (bandiera) | A     | Leonardo Ramos      |
|    | Argentina (bandiera) | A     | Pablo Cáceres       |
|    | Argentina (bandiera) | A     | Eduardo Berón       |